# Андреоли, Франко
Фра́нко Андрео́ли (фр. Franco Andreoli; 2 декабря 1915, Лугано — 5 февраля 2009) — швейцарский футболист, полузащитник, выступал за сборную Швейцарии.

## Клубная карьера
Андреоли начал свою карьеру в 1935 году в клубе «Лугано», в котором и провёл всю карьеру. В сезоне 1937/1938 впервые выиграл швейцарский чемпионат, клуб на одно очко опередил «Грассхоппер». В сезоне 1940/1941 Андреоли выиграл свой второй титул с «Лугано» с отрывом в 2 очка. В сезоне 1942/1943 клуб финишировал на втором месте в чемпионате и уступил «Грассхопперу» 1:2 в финале кубка. В 1947 году Франко Андреолли завершил карьеру футболиста.

## Карьера в сборной
12 ноября 1939 года Франко Андреоли дебютировал в сборной Швейцарии в матче против действующих чемпионов мира, сборной Италии (3:1). 25 мая 1946 года состоялся последний матч игрока за сборную в Глазго против Шотландии (1:3). За 7 лет в составе национальной сборной Андреоли провёл 13 матчей.

## Матчи за сборную
| №  | Дата            | Соперник   | Счёт | Турнир            |
| 1  | 12 ноября 1939  | Италия     | 3:1  | Товарищеский матч |
| 2  | 3 марта 1940    | Италия     | 1:1  | Товарищеский матч |
| 3  | 31 марта 1940   | Венгрия    | 0:3  | Товарищеский матч |
| 4  | 9 марта 1941    | Германия   | 2:4  | Товарищеский матч |
| 5  | 20 апреля 1941  | Германия   | 2:1  | Товарищеский матч |
| 6  | 28 декабря 1941 | Испания    | 2:3  | Товарищеский матч |
| 7  | 14 июня 1943    | Швеция     | 0:1  | Товарищеский матч |
| 8  | 8 апреля 1945   | Франция    | 1:0  | Товарищеский матч |
| 9  | 21 мая 1945     | Португалия | 1:0  | Товарищеский матч |
| 10 | 11 ноября 1945  | Италия     | 4:4  | Товарищеский матч |
| 11 | 25 ноября 1945  | Швеция     | 3:0  | Товарищеский матч |
| 12 | 11 мая 1946     | Англия     | 1:4  | Товарищеский матч |
| 13 | 15 мая 1946     | Шотландия  | 1:3  | Товарищеский матч |

Итого: 13 матчей / 0 голов; 5 побед, 2 ничьих, 6 поражений.

## Тренерская карьера
С 1949 по 1950 год входил в состав технической комиссии, состоящей из трех человек и возглавлявшей швейцарскую сборную в течение короткого периода времени, вместе с Гастоном Щирреном и Северино Минелли. Самостоятельную тренерскую карьеру начал в 1950 году, возглавив тренерский штаб национальной сборной Швейцарии, с которой поехал на чемпионат мира 1950 года. Первый матч группового этапа 25 июня в Белу-Оризонти против Югославии был проигран со счётом 0:3. Три дня спустя в Сан-Паулу сборная сыграла вничью 2:2 с хозяевами, сборной Бразилии, благодаря двум голам Жака Фаттона. Последняя игра в группе 2 июля в Порту-Алегри против Мексики не имела турнирного значения, Швейцария выиграла со счетом 2:1 после голов Рене Бадера и Шарля Антенена. По итогам группового этапа сборная заняла 3 место из 4, уступив Бразилии и Югославии. После окончания турнира тренерской деятельностью Андреоли больше не занимался.

## Достижения
Лугано
- Чемпион Швейцарии (2): 1937/1938, 1940/1941